# Moire
Pour les articles homonymes, voir Moire (homonymie).
La moire est un tissu disposant d'un effet d'ondulation obtenu par calandrage lors de sa fabrication. Elle désigne aussi par extension l'effet visuel analogue à celui provoqué par ce textile (éclat changeant, apparence ondée et chatoyante).

## Historique

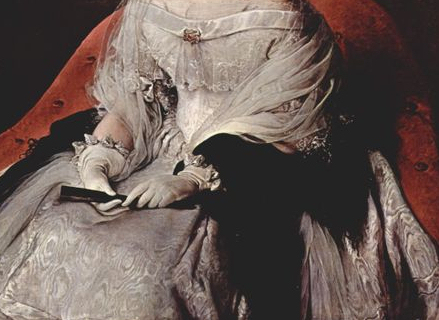
Robe moirée, détail du tableau de Francesco Hayez, Portrait de la princesse de Sant' Antimo, conservé au Musée National de San Martino, Naples

Le mot existe en anglais dès le XVIIe siècle sous la graphie de mohair, empruntée de l'arabe. Il ne désigne alors pas spécifiquement un tissu moiré. En 1669, le règlement de Colbert détaille ce qui peut être nommé moire, alors composé de soie pure cuite ou crue, avec quatre largeurs autorisées, et une lisière de couleur différente. Il n'y a pas de mention de l'effet moiré. Le terme connait de nombreuses variantes.
Au XVIIIe siècle, la moire désigne une sorte de Gros de Tours, parfois façonné, et doté d'effet d'ombres par écrasement.

## Définition moderne

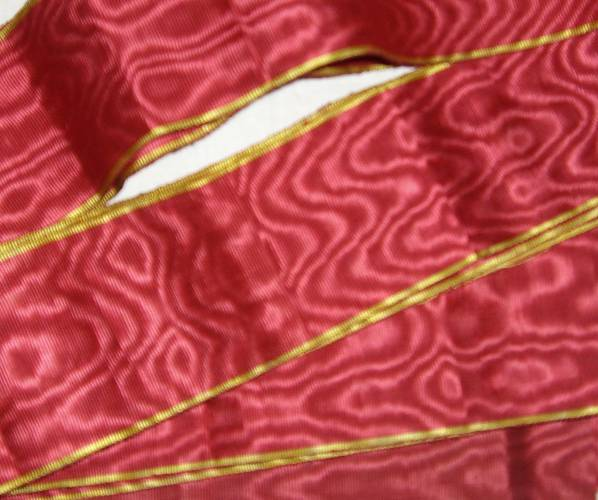
Ruban moiré

De nos jours, la moire désigne de manière figée le tissu obtenu par le procédé de Tignat inventé en 1843, fabricant lyonnais, qui consiste à écraser par calandrage sous tension un tissu en le repliant sur lui-même (tête contre tête). La trame dévie alors légèrement et acquiert un effet ondulé par réflexion de la lumière. Le décor sinueux est déterminé par le type de pliage utilisé, qui place des reflets en forme de cercles concentriques. Il en existe une grande quantité de variantes.

## Utilisations

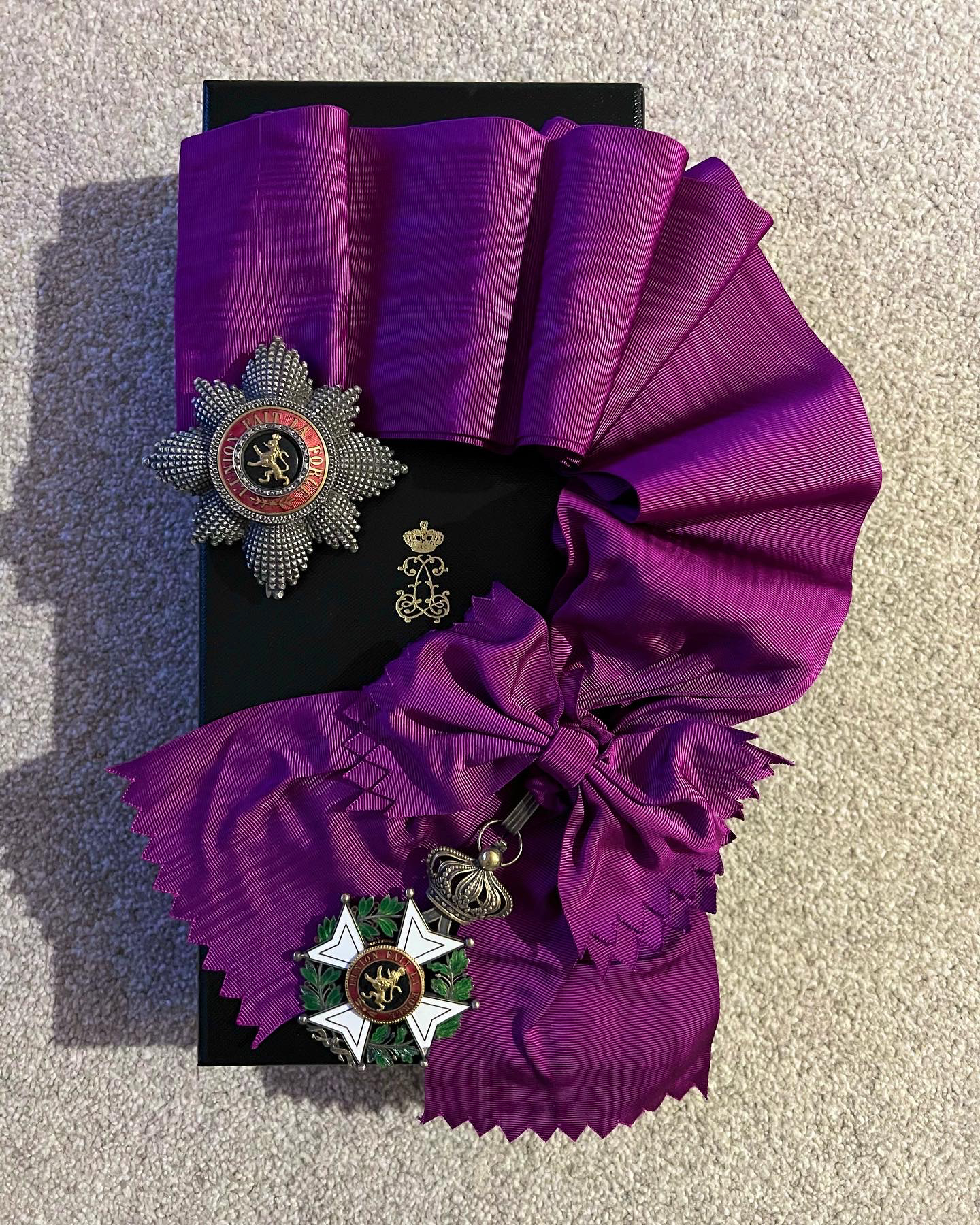
Écharpe en moire de Grand'Croix de l'Ordre de Léopold, Belgique.

La moire étant un tissu relativement précieux, elle était utilisée dans la confection de vêtements destinés à la haute société[précision nécessaire]. Aujourd'hui, son usage s'est essentiellement restreint aux rubans et écharpes des décorations.

## Ouvrages utilisés
- Elisabeth Hardouin-Fugier, Bernard Berthod, Martine Chavent-Fusaro et Florence Charpentier-Klein (participation) (ill. Camille Déprez), Les étoffes : dictionnaire historique, Paris, l'Amateur, 1994, 416 p. (ISBN 2-85917-175-4, BNF 35746536)

1. ↑  Hardouin-Fugier et al. 1994, p. 264
2. ↑  Hardouin-Fugier et al. 1994, p. 266
3. ↑  Hardouin-Fugier et al. 1994, p. 267